# Księga Późniejszych Hanów
Księga Późniejszych Hanów – dzieło historyczne opisujące dzieje Późnej (Wschodniej) dynastii Han (25.n.e. - 220 n.e.), zaliczane do oficjalnego zbioru Dwudziestu czterech historii.
Tradycyjnie jako autora „Księgi Późniejszych Hanów” wymienia się Fan Ye (398 - 446), wysokiego urzędnika na dworze dynastii Liu Song, który jednak tworząc swoją kompilację korzystał z wcześniejszych materiałów. Za jego czasów istniało co najmniej kilkanaście dzieł historycznych poświęconych Późniejszej dynastii Han, przy czym najważniejszym źródłem dla dzieła Fan Ye miała być „Kronika Późniejszych Hanów” (Hòu Hàn Jì, 後漢紀) Yuan Honga (328 - 376). Fan Ye był jednak niezależny w swych sądach, co widać już po tym, że w przeciwieństwie do Yuan Honga nie uważa on Gengshi (23 - 25) za prawowitego cesarza, włączając jego panowanie do roczników cesarza Guangwu (25 - 57). Co być może istotniejsze, legitymizując w pełni panowanie Guangwu Fan Ye w sposób implicytny uzasadnia także cesarski status Liu Yu (420 - 422), założyciela dynastii Liu Song, przede wszystkim poprzez odwołanie się do teorii pięciu żywiołów. Z powodu przedwczesnej śmierci Fan Ye udało się napisać jedynie roczniki i biografie swojego dzieła. Dopiero żyjący za czasów dynastii Liang Liu Zhao dołączył do nich osiem traktatów monograficznych skompilowanych niegdyś przez Sima Biao (240 - ok. 306) na potrzeby swojej „Kontynuacji Księgi Han” (Xù Hàn Shū, 續漢書). Roczniki i biografie Fan Ye wraz z traktatami Sima Biao stały się standardową edycją „Księgi Późniejszych Hanów”.
O tym, że „Księga Późniejszych Hanów” zastąpiła wcześniejsze dzieła poświęcone temu okresowi zdecydowały w dużej mierze jej walory literackie. W swoim słynnym liście do bratanków pisanym z więzienia przed egzekucją Fan Ye ośmielił się krytykować Ban Gu i pisał, iż: „Jeśli chodzi o wprowadzenia (xù, 序) i dyskusje (lún, 論) w rozdziałach od «Przykładnych urzędników» aż do sześciu barbarzyńskich plemion, mój pędzelek galopował nieskrępowany. Są to najbardziej oryginalne pisma na tym świecie”. W późniejszych stuleciach Fan Ye był często krytykowany za arogancję, jaka przebija z tego listu, niemniej pozostaje faktem, że w słynnej VI-wiecznej antologii Wen Xuan umieszczono aż cztery jego eseje, najwięcej spośród wszystkich historyków i jego pisarstwo było podziwiane zarówno przez dawnych, jak i współczesnych krytyków literackich. Jak to wykazał Ronald Egan Fan Ye rozwinął „nowy styl narracji, który posiadał dwie charakterystyczne cechy: po pierwsze, kreatywność na poziomie semantycznym, i po drugie, zastosowanie w pełni szerokiego spektrum środków ekspresji dostarczanych przez styl paralelny (Piántǐ wén, 駢體文), jednak bez przesadnego nagromadzenia ornamentacyjnych zdobień i aluzji do klasycznych tekstów. Jak jest zaznaczone w jego Liście, Fan Ye był przeciwnikiem antykwarycznego i bardzo ozdobnego stylu we współczesnej prozie, który był bardzo ceniony np. przez Yan Yanzhi (384 - 456)”.
W dziale biografii Fan Ye stworzył kilka nowych kategorii, takich jak: „Biografie kobiet”, „Biografie pisarzy”, „Biografie eunuchów”, „Biografie proskrybowanych opozycjonistów” i „Biografie pustelników”. Żadnej z tych kategorii nie można znaleźć ani w „Zapiskach Historyka”, ani w „Księdze Hanów”, natomiast większość z nich znalazła zastosowanie w późniejszych historiach. Jak zaznacza Rafe de Crespigny, „Księga Późniejszych Hanów” „zawiera pewne części, które powinny być raczej uważane za opowieści o duchach i magii niż trzeźwą historię”. Jest tak w przypadku m.in. „Rozdziału o bóstwach i magikach” oraz historii Wang Chuna w „Rozdziale o ludziach o niezwykłym postępowaniu”, który został cudownie nagrodzony za swoje współczucie w stosunku do umierającego studenta, a później rozwiązał zagadkę morderstwa rozmawiając z duchem kobiecej ofiary w nawiedzonych ruinach domu. Te należące raczej do gatunku fikcji opowiadania stosunkowo łatwo oddzielić jednak od czysto historycznej części dzieła i tego rodzaju fragmentów nie zawierają np. biografie najważniejszych postaci historycznych.
W swoim dziele Fan Ye dał wyraz także swoim oryginalnym poglądom historiozoficznym. Można je odnaleźć w szczególności w jego biografii Zhongchang Tonga (ok. 180 - 220), jednego z najwybitniejszych myślicieli ostatnich lat dynastii Han. W tej biografii Zhongchang Tong daje wyraz swojemu braku wiary w obietnicę świata, w którym panuje wieczny pokój, stanowiącego cel imperialnego projektu. Opisując historię poprzedzających go pięciuset lat ujmuje je w ramy trzech gwałtownych cykli, z których każdy ostatecznie prowadzi do narastającego okropnego stanu chaosu. Zhongchang przy tym naciska na to, że rząd musi prowadzić politykę odpowiadającą okolicznościom, nie przejmując się starożytnymi wzorami, ponieważ „nasze dni nie są takie jak te w starożytności”. W swojej dyskusji Fan Ye rozwija ten temat, argumentując że w czasach w których trzeba dokonać wielkich zmian, trzeba uważać na to by „nie pchać łodzi po lądzie”. Fan Ye odwołuje się tu do fragmentu „Zhuangzi”, w którym krytykuje się Konfucjusza za jego próbę przeniesienia starożytnych rytuałów i instytucji Zhou do państwa Lu. Stąd według Fan Ye rządy starożytnych mędrców nie mogą być po prostu odtwarzane we współczesnym świecie: „Ktoś mógłby argumentować, że sposób sprawowania władzy przez dawnych królów może być wprowadzony w praktyce w naszym współczesnym świecie i może on przedstawiać, iż ich metody naprawiania pewnych złych praktyk są gotowe do zastosowania dla wszystkich przyszłych pokoleń. Jednakże nieelastyczne przywiązanie do takiego stanowiska ostatecznie prowadzi do szkody”. To właśnie w tym sceptycyzmie Fan Ye w stosunku do starożytności ma swoje źródło jego ostra krytyka w stosunku do Ban Gu. Autor „Księgi Późniejszych Hanów” nie waha się nazwać eulogii (zàn, 贊) tego ostatniego „nieakceptowalnymi dla naszego zdrowego rozsądku”, co należy uznać za dezaprobatę oceniania przez Ban Gu historycznych osób i wydarzeń niedawnej przeszłości na podstawie sztywnych standardów przeszłości.